# Zülfü Saf
Zülfü Saf (* 9. Februar 1998 in Tarsus) ist ein türkischer Fußballspieler.

## Karriere
Zülfü Saf begann mit dem Vereinsfußball in der Jugendabteilung Tarsus İdman Yurdus. Hier erhielt er im April 2016 einen Profivertrag und gab in der Drittligapartie vom 30. April 2016 gegen Kartalspor sein Profidebüt.
In der Sommertransferperiode 2016 verpflichtete ihn der Zweitligist Yeni Malatyaspor. Am Ende der Saison 2016/17 gelang ihm mit diesem Klub die Vizemeisterschaft der 1. Lig und damit der Aufstieg in die Süper Lig. Nach diesem Erfolg erhielt er aber keine Vertragsverlängerung.

## Erfolge
Mit Yeni Malatyaspor
- Vizemeister der TFF 1. Lig und Aufstieg in die Süper Lig: 2016/17